# Francesca Conti (cestista)
Francesca Elena Conti (Umbertide, 1º aprile 1998) è una cestista italiana.
Alta 167 cm, ha giocato come guardia nella Pallacanestro Femminile Umbertide, nel 2018 ha iniziato a giocare con ASD Basket Umbertide, dove ha rivestito il ruolo di capitano.